# Икона Неочекивана радост
Икона Богородице Неочекивана радост је православна икона, које се као таква посебно поштује и слави међу православним народима.

## Тропар
Данас се,  верни људи,  духовно веселимо
прослављајући искрену заштитницу хришћанског рода
и притичући њеној пречистој икони вапијемо овако:
о премилостива Владичице,  подари неочекивану радост нама,
оптерећеним гресим и многим невољама и избави од сваког зла,
молећи Сина твога,  Христа Бога нашега,  да спасе душе наше.